# NGC 4280
NGC 4280 é um asterismo na direção da constelação de Virgo. O objeto foi descoberto pelo astrônomo Lewis Swift em 1886, usando um telescópio refrator com abertura de 16 polegadas. 